# 나는 갈매기
《나는 갈매기》는 대한민국의 권상준 감독이 롯데 자이언츠를 소재로 제작한 영화이다.

## 줄거리
롯데 자이언츠는 2000년 이후로 하위권을 맴돌며 부진을 거듭하다 제리 로이스터가 감독으로 부임한 뒤인 2008 시즌에 돌풍을 일으키며 재도약한다. 그리고 우승에 대한 부푼 꿈을 안고 2009 시즌을 시작하지만, 계속되는 주요 선수들의 부상과 컨디션 악화 등으로 인해 시즌 초반에 저조한 성적으로 팬들을 실망하게 한다.

그러나, 롯데 자이언츠 선수들과 팬들은 절대 좌절하지 않는다. 부상을 극복하고 홈런 행진을 벌이고 있는 이대호, 두산에서 롯데로 이적한 후 새로운 해결사로 급부상한 홍성흔, 자이언츠의 혼이라 불리는 조성환, 2009 시즌 10승을 달성한 송승준, 심각한 어깨 부상을 딛고서 100승의 신화를 이뤄낸 손민한, 그리고 슬럼프를 극복하고 화려하게 부활한 가르시아가 우승에 대한 강한 의지와 서로에 대한 끈끈한 신뢰와 믿음을 쌓아가며 점차 최상의 컨디션을 되찾아 간다. 또한, 선수들과 팬들의 끝없는 응원에 롯데 자이언츠는 승리를 향한 꿈을 키우기 시작한다.

## 출연

### 주연
- 이대호
- 강민호
- 조성환
- 홍성흔
- 송승준
- 손민한
- 카림 가르시아

### 조연
- 제리 로이스터

## 기타
- 프로듀서: 김정희
- 라인프로듀서: 박연경
- 조연출: 박연경
- 동시녹음: 최재영
- 사운드: 정희구
- 촬영B팀: 한흥석

## 같이 보기
- 비상 : 프로 축구단 인천 유나이티드를 소재로 제작한 영화.
- 서울 유나이티드, 이제 시작이다 : K3리그 축구단 서울 유나이티드를 소재로 제작한 영화.